# Nguyễn Xuân Đàm
Nguyễn Xuân Đàm (阮春談, 1889-1953), hiệu Tùng Lâm, là một danh sĩ Việt Nam cuối thế kỷ 19, nửa đầu thế kỷ 20. Ông đỗ Phó bảng khoa thi Kỷ Mùi (1919), kỳ thi Nho học cuối cùng của Việt Nam.

## Cuộc đời và sự nghiệp
Phó bảng Nguyễn Xuân Đàm sinh năm Kỷ Sửu (1889), quê ở làng Quần Ngọc, xã Đông Lâm, nay là xã Khánh Lộc, huyện Can Lộc, tỉnh Hà Tĩnh. Mặc dù gia tộc ông có truyền thống học hành nhưng chưa có ai đỗ đạt đại khoa. Tổ phụ ông là cụ Nguyễn Xuân Hưởng, cha ông là cụ Nguyễn Xuân Thị đều chỉ là những vị Tú kép (2 lần đậu tú tài).
Chịu ảnh hưởng của gia đình, từ nhỏ ông được giáo dục theo truyền thống Nho học, có tiếng thông minh và chăm chỉ học hành, đỗ Tú tài khi còn rất trẻ. Tuy nhiên, mãi đến năm 31 tuổi, ông mới dự thi khoa thi Hội năm Kỷ Mùi, niên hiệu Khải Định thứ 4 (1919). Theo lê cũ thì các Tú tài không được dự thi Hội, nhưng theo nhà nghiên cứu Phạm Quang Ái thì do đây là khoa thi cuối cùng nên nhà Nguyễn đã đặc cách bỏ một số lệ cũ để mở rộng cửa trường thi cho các sĩ tử chưa có danh phận (chưa đậu Cử nhân) cũng được tham gia. Trong tờ trình của bộ Học về việc tổ chức khoa thi Kỷ Mùi, vua Khải Định đã phê như sau: "Lần này là khoa thi Hội cuối cùng của triều đình nên trẫm muốn gia ân cho sinh viên sĩ tử khoa mục trong cả nước, hễ ai thông thạo cả hai thứ chữ Nho và chữ Pháp thì trình lên bộ Học để xin vào ứng thí, lấy tên khoa này là Ngự tứ ân khoa" (sách Khải Định chính yếu sơ tập). Ngoài ra, theo trình tấu của bộ Học, vua còn đặc cách cho phép các tỉnh Trung Kỳ, mỗi tỉnh xét cử 3 người là Tú sĩ "có thực tài đồng thời tinh thông cả chữ Nho và chữ Pháp", mặc dù bản thân vua Khải Định cũng thừa nhận rằng: "Nay theo như lời trình xin trong tờ phiến thì tuy chưa hoàn toàn trúng với ý của trẫm, nhưng ý kiến bàn thêm đã nhất trí nên tạm chuẩn y cho". Mục đích của việc này là "để cho những người hiền bị bỏ sót trong dân dã hiểu được ý trẫm".
Khoa thi này có 23 người đậu tiến sĩ, trong đó có bảy người là tiến sĩ Giáp bảng và 16 người là tiến sĩ Ất bảng (Phó bảng). Nguyễn Xuân Đàm là người đứng đầu danh sách 16 người đậu Phó bảng đó. Theo tư liệu của gia đình, sau khi thi đậu, ông được bổ làm trợ giảng Quốc tử giám một thời gian; sau đó lại ra làm Tri phủ các phủ: Đông Sơn (Thanh Hoá), Tam Kỳ, Thăng Bình (Quảng Nam),v,v, trải qua 4 lần cải nhậm. Sang đời Bảo Đại, ông được vua triệu vào làm Ngự tiền văn phòng, sau được thăng đến chức Hữu Tham tri bộ Lễ. Quan nghiệp của ông kéo dài đến năm 1943, lúc mới 54 tuổi, ông đã xin về quê trí sĩ. Lúc về hưu, ông được vua ban cho một tấm biển với mặt trước khắc 4 chữ "Đại khoa xuất thân", mặt sau khắc 4 chữ "Nhị phẩm trí sự".
Cách mạng tháng 8 nổ ra, chính quyền Việt Nam Dân chủ Cộng hòa được thành lập. Mặc dù tuổi cao, hoàn cảnh binh loạn, nhưng ông vẫn hăng hái tham gia hoạt động cho công tác cứu quốc. Ông được cử làm Chủ tịch Hội binh sĩ bị nạn huyện Can Lộc (1948); Chủ tịch Mặt trận Liên Việt huyện Can Lộc, Ủy viên Mặt trận Liên Việt tỉnh Hà Tĩnh.
Nhà nghiên cứu, Tiến sĩ Nguyễn Tùng Lĩnh - Trưởng phòng Văn hóa tỉnh Hà Tĩnh cho biết: Cụ Nguyễn Xuân Đàm là một trong ba cử nhân đỗ tiến sĩ của khoa thi cuối cùng vào năm 1919. Cụ Nguyễn Xuân Đàm là con người duy nhất của vùng đất Quần Ngọc, Khánh Lộc nay là xã Khánh Vĩnh Yên đỗ phó bảng. Đây chỉ là một nhân vật lịch sử khá đặc biệt. Trong một số tư liệu của người Pháp và người Việt thì có ghi học vấn của cụ là Giáo sư. Đây có thể coi là một trong những vị được người sau thừa nhận là Giáo sư đầu tiên của đất Can Lộc. Sau khi đỗ đạt, cụ Nguyễn Xuân Đàm trải qua rất nhiều chức vụ được triều đình giao, đặc biệt có những chức vụ như là trợ giáo của Quốc Tử Giám. Cùng với đó, cụ về làm đổng lý văn phòng là một chức vụ rất quan trọng của Triều Nguyễn. Sau khi cách mạng thành công, cụ Nguyễn Xuân Đàm cũng là một trong những người đi theo cách mạng từ sớm và đã có rất nhiều cống hiến cho cách mạng của Hà Tĩnh. 
Ông qua đời ngày mùng 2 tháng 2 năm Quý Tỵ, tức ngày 19 tháng 3 năm 1953, hưởng thọ 65 tuổi (Theo con cháu cụ thọ 68 tuổi).

## Di sản
Sinh thời, Phó bảng Nguyễn Xuân Đàm trước tác thơ văn khá nhiều nhưng hồi cải cách ruộng đất bị tiêu hủy, thất lạc hầu hết. May mắn là do lúc bình sinh, ông quảng giao, sống gần gũi, thân thiện với quần chúng, lại do thơ văn ông lời hay, ý đẹp, tứ sâu sắc nên được nhiều người truyền tụng. Đến nay, qua ký ức và ghi chép của nhiều thế hệ, con cháu ông còn sưu tầm được một số, gồm: 8 bài thơ (4 bài chữ Hán, 4 bài chữ Nôm) làm theo thể thất ngôn bát cú luật Đường, 5 câu đối chữ Hán, một bài văn bia làng Quần Ngọc và một bài văn mừng thọ cha mẹ (đều bằng chữ Hán).
Qua những mảnh vỡ văn chương còn lại, chúng ta có thể hình dung được học vấn, tâm hồn, tính cách của một bậc sĩ phu đáng kính. Trước hết, Nguyễn Xuân Đàm là người rất hiếu học và luôn có một ý chí, niềm tin về sự thành đạt trong học hành, khoa cử. Ông đã thể hiện điều đó trong câu đối khuyến học như sau:
學海無涯勤是岸
Học hải vô nhai cần thị ngạn
青雲有路志爲梯
Thanh vân hữu lộ chí vi thê
(Biển học vô bờ siêng thấy bến,
Đường mây có lối, chí lần thang - PQA dịch)
Có được niềm tin, ý chí đó còn bởi ông là người rất yêu quê hương, luôn tự hào về cảnh sắc và truyền thống văn hiến của quê hương, làng xóm. Trong câu đối, văn bia đề ở các đình, đền quê nhà, ông đã bộc lộ rất rõ tình cảm đó của mình. Câu đối đề đình làng Quần Ngọc:
地有東林南巽山來坻案內
Địa hữu Đông Lâm, nam tốn sơn lai trì án nội
天成景趣西桥水聚到庭前
Thiên thành cảnh thú, tây kiều thủy tụ đáo đình tiền
(Đất có Đông Lâm, núi tự đông nam về trong án
Trời cho cảnh đẹp, cầu tây nước tụ tới trước sân - PQA dịch)
Câu đối đề thượng điện làng Lương Hội:
上等衮花封東林日照
Thượng đẳng cổn hoa phong, Đông Lâm nhật chiếu
億年香火在良會逢亨
Ức niên hương hỏa tại, Lương Hội phùng hanh
(Mặt trời rọi Đông Lâm, lễ phục vua ban vào bậc nhất;
Vận sáng về Lương Hội, lửa hương dân thắp suốt ngàn năm -PQA dịch)                 
Niềm tin, tình cảm của ông đối với quê hương mang một sức nặng khác thường: sức nặng của tâm linh. Bởi thế, trong văn bia làng Quần Ngọc, ta thấy tình cảm, niềm tin của tác giả vào vượng khí âm trạch của chốn "thắng địa" quê nhà rất sâu sắc, đầy hào hứng: "....Làng ta là làng Quần Ngọc tức xưa là làng Vạn Bửu. Nói về địa thế ở vào giữa xã Đông Lâm tổ mạch phát từ Cồn Côm về.
Về phía bên tả có Cồn Nhà Vụ và Cồn Đung,
Về phía bên hữu có Cồn Séo và Cồn Làng Nẩy,
Giữa nổi đồng bằng hình non có vẻ kỳ thắng.
Về phía đông có cái hồ sâu ở giữa có giếng ngọt bốn mùa nước biếc trong xanh như thế cũng là bửu ngọc vậy..." (bản dịch)
Thơ Nguyễn Xuân Đàm cũng vậy, thích thảng, tiêu sái và mang đậm tình quê. Một trong những bài thơ còn lại của ông, bài Tâm khoan (Lòng thảnh thơi), đã diễn tả rất hay, rất ấn tượng những nét tâm trạng nói trên của ông:
 Lam Hồng thiên cổ thử giang sơn,
                             Nguyệt lãng, phong thanh lạc thú nhàn.
                             Hoạn hải ba đào chu ký ngạn,
                             Gia sơn chỉ xích bộ hà gian.
                             Tùng viên ấm mãn tranh Vương, Đẩu;
                             Cối trạch xuân sinh học Khổng Nhan.
                             Lão kính xuân trường song bạch phát,
                             Đắc trung, đắc hiếu tự tâm khoan.
(Lam Hồng, nghìn thuở núi sông;
Là nơi gió mát trăng trong, thanh nhàn.
Thuyền con, bể hoạn sóng tràn;
Ung dung cập bến, bàn hoàn lối quê.
Vườn tùng, bóng cối mải mê;
Đã hơn Vương Đẩu, so tề Khổng Nhan.
Thảnh thơi, trung hiếu vẹn tròn;
Gương già: đầu bạc, xuân còn dài lâu.)
Phạm Quang Ái dịch
Ở một bài thơ khác, bài Phong cao (Gió lộng), ông bộc bạch thẳng tâm trạng chán cảnh "Phủ ngưỡng tùy nhân" cùng là lòng đinh ninh hướng về cuộc sống trí sĩ "Xuân phong ký khúc lạc dư khoan":
 Phong cao thảo ám cổ thành san,
                   Phủ ngưỡng tùy nhân mạc vị nhàn.
                   Lao lạc bắc hồng đương vạn lý,
                   Bồi hồi tây nguyệt cách trường gian.
                   Xuân thu ca tụ Tư văn hội,
                   Tuế nguyệt triều đình các Lỗ Nhan.
                   Nhất chẩm yên hà liên viễn phố,
                   Xuân phong ký khúc lạc dư khoan.
(Gió lộng thành xưa, cỏ núi mờ,
Nhàn chi? Luồn cúi với chào thưa.
Nghìn trùng trời bắc, hồng mê mỏi,
Một khoảng non tây, nguyệt hững hờ.
Gác Lỗ Nhan, vui chầu tám tiết,
Hội Tư văn, ngâm ngợi tư mùa.
Yên hà một gối, thương nơi cũ,
Khúc gió xuân, vui sướng có thừa.)
Phạm Quang Ái dịch
Quả đúng như câu kết bài Tâm khoan, ông là người "đắc trung đắc hiếu". Năm cha ông 70 tuổi, mẹ 69 tuổi, ông đã viết một bài tản văn bằng chữ Hán thuê khắc trên một tấm biển gỗ, chữ mạ vàng để mừng thọ các cụ. Lời văn trong sáng, giản dị nhưng ý tứ sâu xa, chan chứa ân tình và với một thái độ vô cùng kính ngưỡng: "....Vương phụ ta (ông nội) là Tú tài Ngọc Lâm, tiên công rất mẫn cán, vô tư và đôn hậu, dùng lễ nghi để ứng xử với người già, dùng thanh danh để chỉ bảo những người trong gia đình.
Cha của ta cũng là người như vậy. Bản tính hiền lành, thành thực, lúc nhỏ khôi ngô tuấn tú và thông minh, lớn lên có tiếng về văn chương. Với các con cháu trong nhà, ông luôn lấy nghĩa lý để dạy bảo. Với mọi người làng xã, ông luôn lấy khuôn phép thân tình để bảo ban. Với những người ốm đau bệnh tật, ông lúc nào cũng cận kề hỏi han chăm sóc. Năm 40 tuổi ông đỗ Tú tài làm sáng nền khoa cử của tổng nhà. Do vậy, mỗi khi trong giáp, thôn, xã có việc tu sửa lại đình miếu để thờ tự đều có nhờ đến ông. Ông lại được kế thừa y thuật của tổ tiên, cứu người tích thiện thêm nhiều được vững bền cho đến tận ngày nay.
Mẹ của ta, bản tính hiền thục, ôn tồn, cư xử thuận hòa mà rất quyết đoán mọi sự việc, giúp cha con ta giữ gìn cơ nghiệp, phụng sự tin cậy của tổ tiên, của dòng tộc. Tấm lòng hiếu kính, thành thực cần kiệm của bà được loan truyền gần xa đều biết đến. Cuối năm vừa qua được ban hàm Ngũ phẩm, do vậy vào đầu xuân năm nay cùng làm lễ chúc đăng thọ mũ áo đỏ, con cháu may mắn được tiếp nối dòng khoa hoạn nối liền tiếng thơm cho gia đình rất mực yên vui, mọi sự tốt lành. Vậy nên có câu nói rằng: "Làm điều phúc thì đức sẽ đến." Cha mẹ ta có đủ điều ấy, các cháu đông vui đều được nhờ ơn lộc phúc của ông bà hiền lành đức độ, lấy điều nhân nghĩa chỉ bảo mọi người. Cha mẹ ta được mệnh danh là người đem lại quả phúc rộng lớn cho xóm làng, để lại sự vẻ vang cho gia thất. Do vậy mà được cùng sánh với 99 ngọn Hồng Sơn uy nghi rộng lớn, rủ lòng bao che cho muôn loài. Vì vậy mới nói rằng: Cha mẹ ta là người nhân hậu, gia truyền tước phẩm, tuổi thọ dài lâu, đức hạnh vẹn toàn, tinh thần minh mẫn, tài nghệ mênh mông, rèn luyện sáng suốt, tấm lòng trong sạch, trao lại đức sáng, trời ban đất ban, phúc thọ đều hưởng, vậy nên con cháu, thừa hưởng trạch ơn, khắc vào biển gỗ để lấy đó làm sáng tỏ đời trước, dăn bảo đời sau.
Mùa xuân, triều Bảo Đại năm
thứ 8 (1933)
Con trai Xuân Đàm, Xuân Dinh và các cháu cùng bái ghi." (bản dịch)
Theo các vị cao niên trong gia tộc họ Nguyễn Xuân Quần Ngọc kể lại: sau khi làm xong bài văn mừng thọ này, Phó bảng Nguyễn Xuân Đàm có đưa cho một vị thượng thư nổi tiếng về văn tài và phẩm hạnh thời đó (có người khẳng định là Hoàng giáp Nguyễn Khắc Niêm) nhờ góp ý, sửa văn, nhưng vì bài viết quá hay nên quan thượng thư chỉ có khen mà không sửa chữ nào.
Quá trình học tập, rèn luyện, trưởng thành và ra làm quan của Phó bảng Nguyễn Xuân Đàm phần nào đã được triều đình nhà Nguyễn tổng kết, đánh giá trong chiếu chỉ triệu ông về kinh làm Ngự tiền văn phòng của vua Bảo Đại:
"Đại nhân thiếu thời đình huấn, thi lễ tố văn, trưởng dụ tường hữu văn danh.
Sơ trúng mậu tài, Khải Định Kỷ Mùi khoa điện thí đăng ất tiến sĩ đệ nhất danh, nho khoa nghĩa tố, kỳ kế hữu phu thông sĩ tịch. Sơ nhập khu tài, kế nhi tại thành, quân dĩ hoằng tứ văn. Lịch tứ quận, dĩ tuần lương trứ. Phụng kim ngã.
Hoàng thượng dĩ đại nhân thị tiên đế lâm hiên sở đắc sĩ, đặc chuẩn nhập thị ngự tiền văn phòng tư soạn dịch"
(Thuở nhỏ, đại nhân nhận được sự dạy dỗ của gia đình, có tiếng là thi lễ. Lớn lên đến trường học, học giỏi nổi tiếng. Ban đầu thi trúng tú tài, đến khoa thi đình năm Kỷ Mùi đời vua Khải Định (ông) đã thi đỗ Ất tiến sĩ, tên đứng đầu bảng,... Sau đó gặp thuận lợi và được tin cậy trong quan trường nên ở đây cũng thành công, có tiếng chăm chỉ về mọi mặt, trải bốn quận huyện đều có tiếng là vị quan tốt.
Nay vâng mệnh hoàng thượng, vì biết đại nhân là sĩ tử do tiên đế đích thân ra điện tuyển chọn, nên đặc cách cho vào ngự tiền văn phòng trông coi việc soạn dịch.- Lê Xuân Khải phiên âm và dịch).
Một mặt, nội dung tờ chiếu cho ta thấy triều đình đánh giá rất cao về nguồn gốc xuất thân, học vấn, tài năng, phẩm hạnh và thành tích làm quan của ông. Mặt khác, trong các ông vua cuối triều Nguyễn, Bảo Đại là ông vua xuất thân Tây học, thời gian đầu khi mới lên ngôi, ông có tư tưởng đổi mới về nội chính, về công việc cai trị và tổ chức bộ máy quan lại. Cho nên, không phải ngẫu nhiên mà triều đình lại chọn cựu thần Nguyễn Xuân Đàm làm Ngự tiền văn phòng, giúp vua "trông coi việc soạn dịch", một công việc mà Bảo Đại vốn không am hiểu nhiều (vì ông xuất ngoại học tập khi còn nhỏ tuổi). Bởi vì, nhà vua biết rõ rằng, muốn chấn chỉnh, cải tổ bộ máy cai trị vốn đã ít nhiều bị hủ bại, nếu không có người có tài đức phụ tá bên cạnh thì khó mà thực hiện. Và có lẽ, trong giai đoạn đầu cầm quyền của Bảo Đại, Phó bảng Nguyễn Xuân Đàm đã tích cực giúp ông vua trẻ thực thi được phần nào mục tiêu cải cách nội vụ nói trên nên trước khi về hưu, Tùng Lâm tiên sinh mới được triều đình thăng tới chức Hữu Tham tri bộ Lễ và ban cho tấm biển vẻ vang, sang trọng: "Đại khoa xuất thân" – "Nhị phẩm trí sự".
Tuy được nhà vua và triều đình sủng ái, tín nhiệm nhưng như đã đề cập ở phần trên, Phó bảng Nguyễn Xuân Đàm đã thấy rõ một tương suy tàn ảm đạm của nhà Nguyễn. Sau những cố gắng xoay xỏa ban đầu để vãn hồi chế độ, Bảo Đại cũng đành bất lực xuôi tay chạy theo những thú vui ăn chơi xa xỉ, mặc cho thế cuộc ngày càng nhiễu nhương. Trong một câu đối còn lại của ông, dưới hình thức khái quát về đạo lý xưa nay, Nguyễn Xuân Đàm đã ám chỉ tình trạng đổ nát vô phương cứu chữa của xã hội thực dân phong kiến lúc tàn canh này:
乱伐忠臣爲國困                                      
Loạn phạt trung thần vi quốc khốn
平生浪子是家亡                                      
Bình sinh lãng tử thị gia vong
(Lúc loạn, giết trung thần là mất nước,
Thời bình, sinh lãng tử ắt tan nhà)                                                                
Hơn thế, đằng sau triết lý cuộc đời, dường như ông còn kín đáo bộc lộ một tình thế khó xử nào đó của mình trong hiện trạng thời cuộc lúc đó. Phải chăng, đây là một sự xác định tư tưởng lần cuối cùng để ông dứt khoát từ bỏ vinh hoa, phú quý về sống thảnh thơi trong cảnh "Lam Hồng, nghìn thuở núi sông/Là nơi gió mát trăng trong, thanh nhàn."
Tóm lại: qua những thông tin, tư liệu mà chúng ta còn được biết về truyền thống gia đình, hành trạng và thơ văn của Phó bảng Nguyễn Xuân Đàm, ta hiểu được tài năng, phẩm chất và tâm sự sâu xa của ông; ta hiểu vì sao, cũng như một bậc khoa bảng cùng thời là Hoàng giáp Nguyễn Khắc Niêm, ông đã nhẹ nhàng trút bỏ phẩm phục, xin về trí sĩ trước tuổi. Hơn thế, ta lại càng hiểu vì sao sau khi cách mạng thành công, khác với không ít quan chức chế độ cũ lúc bấy giờ, Phó bảng Nguyễn Xuân Đàm đã hăng hái nhập cuộc, tích cực tham gia cuộc kháng chiến chống Pháp do Đảng và Bác lãnh đạo, cho đến hơi thở cuối cùng.                              
Dẫu là hoa trái cuối mùa của vườn cũ Nho gia, nhưng do hấp thụ được những tinh hoa của truyền thống gia đình, quê hương, dân tộc cùng với những gì tốt đẹp nhất trong chữ nghĩa thánh hiền, Nguyễn Xuân Đàm xứng đáng đứng vào hàng ngũ sĩ phu yêu nước, tiến bộ lúc bấy giờ; xứng đáng để các thế hệ hôm nay tôn vinh và học tập.

## Vinh danh
Ngày 5 tháng 4 năm 2014 (tức ngày 6 tháng 3 năm Giáp Ngọ), tỉnh Hà Tĩnh đã trao chứng nhận cho Chính quyền xã Khánh Lộc, huyện Can Lộc, tỉnh Hà Tĩnh, công nhận Nhà thờ Phó bảng Nguyễn Xuân Đàm là Di tích lịch sử văn hóa cấp tỉnh. Nhà thờ Phó bảng Nguyễn Xuân Đàm tọa tại làng Quần Ngọc, xã Khánh Vĩnh Yên, huyện Can Lộc, tỉnh Hà Tĩnh. Nhà nghiên cứu, Tiến sĩ Nguyễn Tùng Lĩnh - Trưởng phòng Văn hóa tỉnh Hà Tĩnh chó biết, hiện nay trên địa bàn huyện Can Lộc, các di tích danh nhân được phát huy khá tốt. Đặc biệt trên địa bàn xã Khánh Vĩnh Yên, di tích về cụ Nguyễn Xuân Đàm đã được địa phương bảo tồn, phát huy rất tốt. Hằng năm công tác tôn tạo, tế lễ đều được thực hiện quy củ, bài bản.
Ngày 17/07/2021, Hội đồng Nhân dân tỉnh Hà Tĩnh ban hành Nghị quyết số 21/NQ-HDND về việc đặt tên đường Nguyễn Xuân Đàm tại thị trấn Nghèn, huyện Can Lộc, tỉnh Hà Tĩnh. Theo đó, đường Nguyễn Xuân Đàm có chiều dài 1km, rộng 7m, từ đường Xô Viết Nghệ Tĩnh (Quốc lộ 1A hướng Tây) cổng chào đến ngã ba đường (gần nhà ông Nguyên Thanh) Tổ dân phố Hồng Quang.